# Taucú
Taucú (del mapudungun: Taucu ‘Lugar de taguas’) es un caserío ubicado en la comuna de Cobquecura de la Región de Ñuble, en Chile. Posee la única caleta de pescadores de la comuna, cual en 2020, tras una remodelación, fueron contabilizados casi un centenar de pescadores usuarios de la caleta local.
En el ámbito geográfico, destaca la presencia del Humedal de Taucú, formado como consecuencia de la desembocadura del Río Taucú, en el cual se logran avistar aves como Cisne de cuello negro, Flamencos o Garzas.
Con respecto a materia educacional, Taucú posee una escuela de carácter rural, de Educación primaria.